# Meridià 121 a l'est
El meridià 121 a l'est de Greenwich és una línia de longitud que s'estén des del pol Nord travessant l'oceà Àrtic, Àsia, l'oceà Índic, l'oceà Antàrtic, Austràlia i l'Antàrtida fins al pol Sud.
El meridià 121 a l'est forma un cercle màxim amb el meridià 59 a l'oest. Com tots els altres meridians, la seva longitud correspon a una semicircumferència terrestre, uns 20.003,932 km. Al nivell de l'Equador, és a una distància del meridià de Greenwich de 13.470 km.

## De Pol a Pol
Començant en el pol Nord i dirigint-se cap al pol Sud, aquest meridià travessa:
| Coordenades                               | País, territori o mar        | Notes |
| ----------------------------------------- | ---------------------------- | --- |
| 90° 0′ N, 121° 0′ E / 90.000°N,121.000°E  | Oceà Àrtic                   | |
| 78° 15′ N, 121° 0′ E / 78.250°N,121.000°E | Mar de Làptev                | |
| 72° 56′ N, 121° 0′ E / 72.933°N,121.000°E | Rússia                       | Sakhà óblast de l'Amur — des de 57° 3′ N, 121° 0′ E / 57.050°N,121.000°E Krai de Zabaikàlie — des de 56° 3′ N, 121° 0′ E / 56.050°N,121.000°E                           |
| 53° 17′ N, 121° 0′ E / 53.283°N,121.000°E | República Popular de la Xina | Mongòlia Interior Liaoning – des de 42° 15′ N, 121° 0′ E / 42.250°N,121.000°E                                                                                           |
| 40° 50′ N, 121° 0′ E / 40.833°N,121.000°E | Mar Groc                     | Badia de Liaodong · Passa a l'oest de la Península de Liaodong, Liaoning, República Popular de la Xina (at 38° 55′ N, 121° 5′ E / 38.917°N,121.083°E) · mar de Bohai    |
| 37° 44′ N, 121° 0′ E / 37.733°N,121.000°E | República Popular de la Xina | Shandong – Península de Shandong |
| 36° 36′ N, 121° 0′ E / 36.600°N,121.000°E | Mar Groc                     | |
| 33° 17′ N, 121° 0′ E / 33.283°N,121.000°E | Mar de la Xina Oriental      | |
| 32° 32′ N, 121° 0′ E / 32.533°N,121.000°E | República Popular de la Xina | Jiangsu Shanghai – des de 31° 8′ N, 121° 0′ E / 31.133°N,121.000°E Zhejiang – des de 30° 50′ N, 121° 0′ E / 30.833°N,121.000°E                                          |
| 30° 34′ N, 121° 0′ E / 30.567°N,121.000°E | Badia de Hangzhou            | |
| 32° 32′ N, 121° 0′ E / 32.533°N,121.000°E | República Popular de la Xina | Zhejiang |
| 28° 7′ N, 121° 0′ E / 28.117°N,121.000°E  | Mar de la Xina Oriental      | |
| 25° 20′ N, 121° 0′ E / 25.333°N,121.000°E | Estret de Taiwan             | |
| 24° 57′ N, 121° 0′ E / 24.950°N,121.000°E | República de la Xina         | Illa de Taiwan – reclamada per República Popular de la Xina |
| 22° 35′ N, 121° 0′ E / 22.583°N,121.000°E | Oceà Pacífic                 | Mar de les Filipines |
| 21° 48′ N, 121° 0′ E / 21.800°N,121.000°E | Mar de la Xina Meridional    | |
| 18° 36′ N, 121° 0′ E / 18.600°N,121.000°E | Filipines                    | Illa de Luzon – passa a través de Manila (a 14° 35′ N, 121° 0′ E / 14.583°N,121.000°E)                                                                                  |
| 13° 47′ N, 121° 0′ E / 13.783°N,121.000°E | Passatge d'Isla Verde        | |
| 13° 27′ N, 121° 0′ E / 13.450°N,121.000°E | Filipines                    | Illa de Mindoro |
| 12° 25′ N, 121° 0′ E / 12.417°N,121.000°E | Mar de Sulu                  | passa a través de Cuyo, Filipines (a 11° 0′ N, 121° 0′ E / 11.000°N,121.000°E) · Passa a l'oest de Cagayancillo, Filipines (a 11° 0′ N, 121° 0′ E / 11.000°N,121.000°E) |
| 6° 11′ N, 121° 0′ E / 6.183°N,121.000°E   | Filipines                    | Illa de Jolo i petites illes veïnes |
| 5° 40′ N, 121° 0′ E / 5.667°N,121.000°E   | Mar de Cèlebes               | |
| 1° 21′ N, 121° 0′ E / 1.350°N,121.000°E   | Indonèsia                    | Illa de Sulawesi (Península de Minahassa) |
| 0° 26′ N, 121° 0′ E / 0.433°N,121.000°E   | Golf de Tomini               | |
| 1° 25′ S, 121° 0′ E / 1.417°S,121.000°E   | Indonèsia                    | Illa de Sulawesi |
| 2° 41′ S, 121° 0′ E / 2.683°S,121.000°E   | Golf de Boni                 | |
| 3° 15′ S, 121° 0′ E / 3.250°S,121.000°E   | Indonèsia                    | Illa de Sulawesi |
| 3° 39′ S, 121° 0′ E / 3.650°S,121.000°E   | Golf de Boni                 | |
| 5° 25′ S, 121° 0′ E / 5.417°S,121.000°E   | Mar de Banda                 | |
| 7° 17′ S, 121° 0′ E / 7.283°S,121.000°E   | Indonèsia                    | Illes Selayar |
| 7° 20′ S, 121° 0′ E / 7.333°S,121.000°E   | Mar de Flores                | |
| 8° 23′ S, 121° 0′ E / 8.383°S,121.000°E   | Indonèsia                    | Illa de Flores (Indonèsia) |
| 8° 58′ S, 121° 0′ E / 8.967°S,121.000°E   | Mar de Savu                  | |
| 10° 39′ S, 121° 0′ E / 10.650°S,121.000°E | Oceà Índic                   | |
| 19° 36′ S, 121° 0′ E / 19.600°S,121.000°E | Austràlia                    | Austràlia Occidental |
| 33° 52′ S, 121° 0′ E / 33.867°S,121.000°E | Oceà Índic                   | Les autoritats australianes consideren això com a part de l'oceà Antàrtic[3][4]                                                                                         |
| 60° 0′ S, 121° 0′ E / 60.000°S,121.000°E  | Oceà Antàrtic                | |
| 66° 48′ S, 121° 0′ E / 66.800°S,121.000°E | Antàrtida                    | Territori Antàrtic Australià, reclamat per Austràlia |